# Godzilla vs. King Ghidorah
Godzilla vs. King Ghidorah (ゴジラvsキングギドラ, Gojira tai Kingu Gidora), ook wel gespeld als Godzilla vs. King Ghidora, is de 18e van de Godzillafilms. De film werd uitgebracht in Japan op 14 december 1991. De film werd geregisseerd door Kazuki Omori, die ook het script schreef.

## Verhaal
In 1992 verschijnt in Japan een UFO. Twee legerhelikopters die de UFO tegenkomen worden vernietigd wanneer ze het toestel verder willen onderzoeken. De UFO zoekt contact met een militaire basis. Aan boord bevinden zich twee westerse mannen (Wilson en Grenchiko), en een Japanse vrouw (Emmy). Ze stellen zich voor als Futurians, en beweren uit het jaar 2204 te komen, Ze willen de eerste minister van Japan spreken over dringende zaken. De drie vertellen hem dat ze terug zijn gereisd in de tijd om een ramp te voorkomen. Vanwege de groeiende nucleaire industrie zal Godzilla spoedig opnieuw opduiken en Japan voorgoed vernietigen. Emmy laat de minister een boek zien dat spoedig geschreven zal worden door Terasawa, een jonge sciencefictionschrijver. Het boek onthult dat de Godzilla die Japan laatst teisterde een gemuteerde Godzillasaurus is. Zijn mutatie werd veroorzaakt door Amerikaanse kernproeven na de Tweede Wereldoorlog.
Terasawa en Professor Mazaki, die beiden onderzoek doen naar oude berichten over deze godzillasaurus, worden erbij gehaald. De drie Futurians willen samen men hen en de telepaat Miki Saegusa terugreizen in de tijd om te voorkomen dat de Godzillasaurus aan de straling wordt blootgesteld. De drie gaan akkoord en het gezelschap vertrekt naar het jaar 1944. Aan boord van de ufo blijken zich ook drie wezens te bevinden genaamd Dorats.
De groep arriveert op Lagos Eiland in 1944, waar ze getuige zijn van een veldslag tussen de Japanners en de Amerikanen. Ze vinden de Godzillasaurus, en teleporteren hem weg van het eiland naar de Beringzee. Emmy laat vervolgens de drie Dorats los op het eiland, waarna de groep terugreist naar de toekomst.
Wat geen van de drie Japanners beseft is dat de Futurians de Godzillasaurus hebben vervangen door de Dorats voor hun eigen doeleinden. In plaats van de Godzillasaurus zullen nu de Dorats worden blootgesteld aan de nucleaire straling, en daardoor fuseren tot een driekoppige draak genaamd King Ghidorah. Terug in 1992 laten de Futurians King Ghidorah los op Fukuoka. Emmy, die blijkbaar niet op de hoogte was van dit plan, keert zich tegen haar twee mede-Futurians en vertelt Terasawa de waarheid. Het hele verhaal over Godzilla die Japan voorgoed zou verwoesten was een leugen. In werkelijkheid zou Japan er weer bovenop komen en een van de machtigste naties ter wereld worden. De Futurians willen dit voorkomen met behulp van King Ghidorah.
Om King Ghidorah en de Futurians te stoppen, zoeken Terasawa en de anderen de Godzillasaurus op met het plan hem toch weer in een Godzilla te veranderen. Tot hun verbazing en opluchting blijkt de Godzillasaurus, hoewel hij tijdig van het eiland werd gehaald, te zijn veranderd in een Godzilla. In plaats van te zijn blootgesteld aan straling op Lagos Island, werd hij in de nieuw ontstane tijdlijn blootgesteld aan straling uit nucleaire duikboot die in de jaren 70 zonk in de Beringzee. Omdat de wapens aan boord van deze duikboot sterker en moderner waren dan die uit 1944, is de nieuwe Godzilla groter en sterker dan de vorige.
Wilson en Grenchiko sturen Ghidorah om Godzilla te bevechten. Hoewel Godzilla nu sterker is dan ooit, heeft Ghidorah de overhand in het gevecht. Emmy en Terasawa saboteren het moederschip van de Futurians, waardoor ze hun controle over Ghidorah verliezen. Nu kan Godzilla losbreken uit Ghidorahs greep, en raakt hem met zijn atoomstraal. De energie van de straal vernietigt Ghidorahs middelste kop en een groot stuk van zijn vleugel. De gewonde Ghidorah stort in zee. Vervolgens richt Godzilla zijn aandacht op het moederschip, en vernietigt het met Wilson en Grenchiko nog aan boord.
Nu King Ghidorah weg is, begint Godzilla met de verwoesting van Japan. Emmy, Terasawa en Miki stellen voor om King Ghidorah weer tot leven te brengen, maar nu als verdediger van Japan. Emmy gaat akkoord, en reist terug naar het jaar 2204. Daar laat ze het lichaam van King Ghidorah opduiken uit zee, en ombouwen tot een cyborg die ze van binnenuit kan besturen (met metalen vleugels en een kunstmatige kop ter vervanging van de kop die Godzilla had opgeblazen). Ze keert met de nieuwe King Ghidorah, genaamd Mecha King Ghidorah, terug naar 1992 en bevecht Godzilla. Na een hevig gevecht schakelt ze Godzilla uit door hem vast te binden met kabels en die onder spanning te zetten. Ze wil Godzilla weer in zee werpen, maar wanneer Mecha King Ghidorah en de vastgebonden Godzilla zich boven zee bevinden komt Godzilla weer bij. Hij vuurt zijn atoomstraal af, waardoor zowel hij als Mecha King Ghidorah neerstorten in zee.
Emmy weet uit het wrak van Mecha King Ghidorah te ontsnappen. Ze bezoekt nog eenmaal Terasawa, en onthult een nakomeling van hem te zijn. Daarna vertrekt ze terug naar de toekomst.
Op het eind van de film ligt Godzilla’s bewusteloze lichaam op de zeebodem. Maar in de laatste secondes van de film opent hij zijn oog…

## Rolverdeling
| Acteur             | Personage                           |
| ------------------ | ----------------------------------- |
| Kosuke Toyohara    | Kenichiro Terasawa                  |
| Anna Nakagawa      | Emmy Kano                           |
| Megumi Odaka       | Miki Saegusa                        |
| Katsuhiko Sasaki   | Professor Mazaki                    |
| Robert Scott Field | M-11                                |
| Chuck Wilson       | Wilson                              |
| Richard Berger     | Grenchiko                           |
| Yoshio Tsuchiya    | Shindo                              |
| Kenpachiro Satsuma | Godzilla                            |
| Hurricane Ryu      | King Ghidorah & Mecha-King Ghidorah |
| Wataru Fukuda      | Godzillasaurus                      |

## Achtergrond
Voor de film werden ongeveer 2,700,000 kaartjes verkocht in Japan, waarmee de opbrengst op $11.000.000. kwam.
De film staat bekend als een van de meest controversiële films uit de Godzillareeks. Zo beweerde een Amerikaans netwerk dat de film vol zou zitten met anti-Amerikaanse boodschappen. In de film is te zien hoe Amerikaanse soldaten in de Tweede Wereldoorlog gedood worden door de Godzillasaurus, en de twee slechte Futurians zijn westerlingen die met King Ghidorah Japan van de kaart willen vegen. Regisseur Kazuki Omori antwoordde hierop dat de film niet bedoeld was als anti-Amerikaans. Rond de tijd dat de film uitkwam heerste er een grote economische spanning tussen het oosen en westen, en de negatieve publiciteit die de film in Amerika kreeg was hier een onderdeel van.

## Prijzen en nominaties
In 1992 won "Godzilla vs. King Ghidorah" de Japanse Academy Award in de categorie "Special Award".